# Peter Gundel
Niels Kristian Elias Peter Gundel (* 12. Februar 1895 in Ilulissat; † 8. März 1931 in Illumiut) war ein grönländischer Schriftsteller und Fotograf.

## Leben

### Jugend und Ausbildung
Peter Gundel war der Sohn des Jägers Karl Vilhelm Lars Lassen Gundel und seiner Frau Louise Karen Charlotte Paulsen. Der Landesrat Johan Gundel (1875–1941) war ein Onkel.
Er zeichnete sich in der Schule als begabt aus und wurde deswegen nach seiner Konfirmation nach Nuuk geschickt, wo er an Grønlands Seminarium zum Katecheten ausgebildet werden sollte. Er konnte die Ausbildung jedoch nicht abschließen, da er im Dezember 1912 wegen Diebstahl des Seminariums verwiesen wurde, sodass er in seine Heimat zurückkehren musste. Dies war nicht sein einziger Konflikt mit dem Gesetz, da er später auch noch wegen Schleichhandel und unanständigem sexuellen Verhalten verurteilt wurde. Er sah sich als Rechtsopfer der Kolonialmacht, indem er meinte, zu Unrecht verurteilt worden zu sein, auch wenn er den Diebstahl eingestand und bereute, dies aber für Mundraub hielt, da er von dem gestohlenen Geld Essen kaufte.

### Literarisches Wirken
In den folgenden Jahren erkrankte er an Tuberkulose, während er als Dolmetscher und Helfer für den Distriktsarzt arbeitete. 1919 wurde Jørgen Hvam Distriktsarzt in Ilulissat und Peter Gundel freundete sich mit ihm an. Daneben bereute er sehr seine verhinderte Karriere, da er großes Interesse an Sprache hatte und sich gerne und mit großem Talent schriftlich ausdrückte. Er veröffentlichte deswegen vier Novellen in der nordgrönländischen Zeitung Avangnâmioĸ: Únulersup seĸerna („Abendsonne“, 1918), Kaspar pîtsoĸ („Der arme Kaspar“, 1918) Atâtaga akiniúpara („Ich habe meinen Vater gerächt“, 1919)  und Ũmatip iluamêrnera („Das richtige Handeln des Herzens“, 1921). Das Schriftstellertum war zu diesem Zeitpunkt völlig neu in Grönland. Bis dahin gab es ersten einen grönländischen Roman, Singnagtugaĸ, geschrieben 1914 von Mathias Storch, der als Pastor zur absoluten Bildungselite Grönlands gehörte. Peter Gundel gehörte hingegen den untersten Gesellschaftsschichten an. Neben seinen Novellen schilderte Peter Gundel das Leben in Grönland auch mit Fotografien, wobei fotografierende Grönländer zu seiner Zeit noch eine absolute Seltenheit waren. Jørgen Hvam verließ Grönland 1921, woraufhin beide eine umfassende Briefkorrespondanz begannen, die bis 1930 anhielt. In diesen Briefen beschwerte Peter Gundel sich häufig und ausführlich über die soziale Lage von großen Teilen der grönländischen Bevölkerung, die während der Kolonialzeit unterdrückt wurden. Seine Briefe zeugen damit von einer Gesellschaftskritik, die für diese Zeit ansonsten nicht schriftlich überliefert ist, da nur die gebildete Bevölkerung öffentlich schrieb und diese sich mit Kritik zurückhielt, weil damit negative Folgen für ihre Karriere verbunden gewesen wären. In den Briefen finden sich auch Auszüge aus einem Romanmanuskript, an dem Peter Gundel arbeitete. Er bemühte sich, das Buch herauszugeben, und bat dabei unter anderem Knud Rasmussen um Hilfe, war aber erfolglos, unter anderem, weil dieser seine Familie darin verunglimpft sah und das Werk als dänenfeindlich ansah. Das Manuskript ist verschollen, allerdings zeugen die Auszüge davon, dass der Roman wohl große literaturwissenschaftliche Bedeutung gehabt hätte.

### Späte Jahre und Tod
Am 5. Juni 1921 heiratete er in Ilulissat die anderthalb Jahre ältere Birgithe Debora Eleonora Rebekke Poulsen (1893–?), Tochter des Jägers Peter Thomas Niels Poulsen und seiner Frau Karen Abelone Edel Juliane Villadsen. Anlässlich der Hochzeit hatte er noch von Jørgen Hvam ein Boot geschenkt bekommen, mit dem er fischen gehen konnte. Später wurde dem Ehepaar eine Nähmaschine aus Dänemark zugesandt. Beides ermöglichte der Familie ein wirtschaftlich etwas besseres Leben. Dennoch lebte er in einem verfallenen Torfmauerhaus, das er 1924 verlassen musste, weil die Wände vom Frost zerstört waren. Im selben Jahr starb der einjährige Sohn des Paares an Tuberkulose, was den Groll Peter Gundels gegen die Kolonialmacht noch weiter bestärkte, da er Dänemark für die Armut und damit auch für die Verbreitung von Krankheiten schuldig machte. Als 1930 der dänische Staatsminister Thorvald Stauning Grönland besuchte, plante Peter Gundel mit ihm über die Lage zu sprechen, aber wegen seiner Tuberkulose musste er schließlich das Bett hüten. Er starb 1931 im Alter von 36 Jahren an Tuberkulose.